# Feszt György (orvos, 1925–2019)
Ifjabb Feszt György (Kolozsvár, 1925. szeptember 15. – 2019. január 17.) erdélyi magyar orvos, farmakológus, orvosi szakíró, egyetemi tanár. Id. Feszt György fia.

## Életútja
1950-ben végezte el a Marosvásárhelyi Orvosi és Gyógyszerészeti Egyetemet, s a farmakológiai tanszéken kapott tanársegédi állást Obál Ferenc professzor mellett. 1953 őszén, más magyar állampolgárságú egyetemi tanárokhoz hasonlóan, Putnoky Gyula és Obál professzorok is távozásra kényszerültek, így viszonylag hamar adjunktusi állásba lépett elő Ifj. Feszty György. Az orvostudományok doktora (1963), a gyógyszertan egyetemi tanára a marosvásárhelyi OGYI-ban.
Hazai és külföldi szakfolyóiratokban és gyűjteményes kötetekben (többek közt az EME Értesítő, Orvosi Szemle – Revista Medicală, Farmacia, Medicina Internă, Revue Roumaine de fiziologie, a budapesti Acta Phisiologica Hungarica hasábjain) megjelent mintegy 80 dolgozata a gyógyszerhatástan és a kísérletes kórtan körébe tartozik; főleg az idegrendszerre ható gyógyszerek és egyes hazai gyógynövények hatását taglalta.
Szakmája közérdekű kérdéseiről a Korunkban és más folyóiratokban közölt több tanulmányt. Több kőnyomatos magyar nyelvű jegyzet társszerzője (Gyógyszertani jegyzet I-III. Marosvásárhely, 1954-55) vagy szerzője (Gyógyszertan. Marosvásárhely, 1961; újabb kiadás 1979). Társszerzője a Bukarestben 1964-ben kiadott Farmacologie című tankönyvnek, s ugyanezen címmel saját román nyelvű kőnyomatos jegyzete is megjelent (Marosvásárhely, 1965; új kiadás 1979).
Ifj. Feszt György nyugdíjazását követően éveken át tevékeny szerepet töltött be az Erdélyi Múzeum-Egyesület Orvostudományi Szakosztályának az élén. Az EME vezetősége 2005-ben Mikó Imre emléklappal ismerte el Feszt György kiemelkedő teljesítményét.

## Művei
- Gyógyszertan. 1. köt. Általános rész. Idegrendszer; Orvosi és Gyógyszerészeti Intézet, Marosvásárhely, 1979
- Gyógyszertan. 2. köt. Az effektor szervekre, szövetekre és anyagcserére ható gyógyszerek. Az élő kórokozókra ható szerek. Egyetemi hallgatók számára; Orvosi és Gyógyszerészeti Intézet, Marosvásárhely, 1983
- Fejezetek az erdélyi magyar orvostudomány történetéből. Kutatások 1945-1990 között; szerk. Feszt György; Erdélyi Múzeum-Egyesület, Kolozsvár, 2010

## Díjai
- Pápai Páriz Ferenc-díj (2002)[2]
- Mikó Imre-emléklap (2005)
- Arany János-díj a Tudományos Kutatásért életműdíj (2011)[2]